# Chaumont-sur-Aire
Chaumont-sur-Aire ist eine französische Gemeinde im Département Meuse in der Region Grand Est. Sie hat eine Fläche von 9,95 km² und 120 Einwohner (2022).

## Lage
Chaumont liegt am Fluss Aire, in den hier sein Zufluss Ezrule einmündet.

## Bevölkerungsentwicklung
| Jahr                       | 1962 | 1968 | 1975 | 1982 | 1990 | 1999 | 2006 | 2012 | 2019 |
| -------------------------- | ---- | ---- | ---- | ---- | ---- | ---- | ---- | ---- | ---- |
| Einwohner                  | 186  | 186  | 173  | 157  | 151  | 157  | 164  | 153  | 124  |
| Quellen: Cassini und INSEE |      |      |      |      |      |      |      |      |      |

## Sehenswürdigkeiten

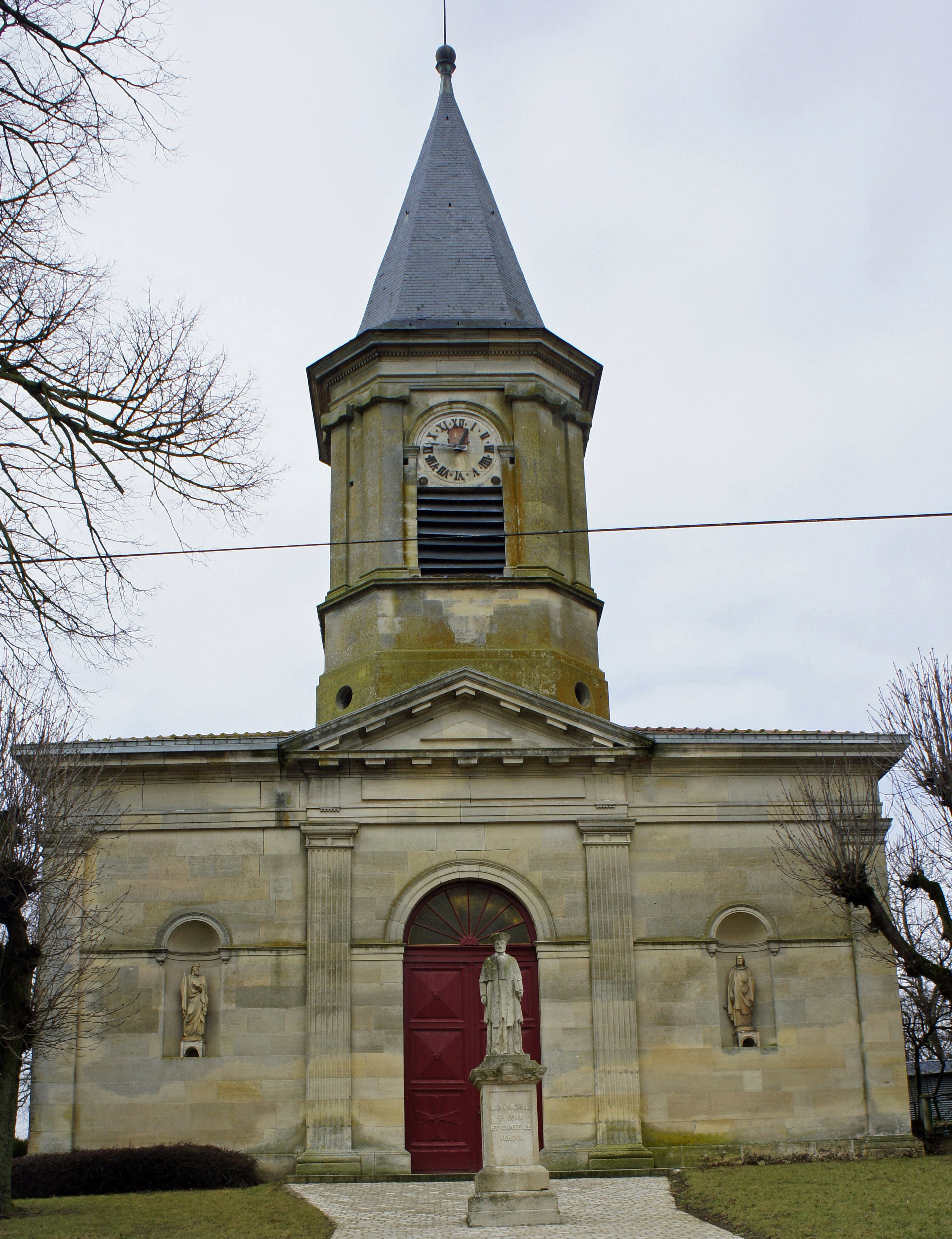
Kirche Saint-Pierre

- Kirche Saint-Pierre

## Persönlichkeiten
- Nicolas Psaume (1518–1575), Bischof von Verdun 1548–1575